# 물대속
물대속(--屬, 학명: Arundo 아룬도[*])은 벼과의 속이다. 물대를 비롯한 5종으로 이루어진 작은 속이며, 아시아와 유럽 및 북아프리카에 분포한다.

## 하위 종
- 물대 A. donax L.
- A. collina Ten.
- A. formosana Hack.
- A. mediterranea Danin
- A. plinii Turra